# Lapiseira

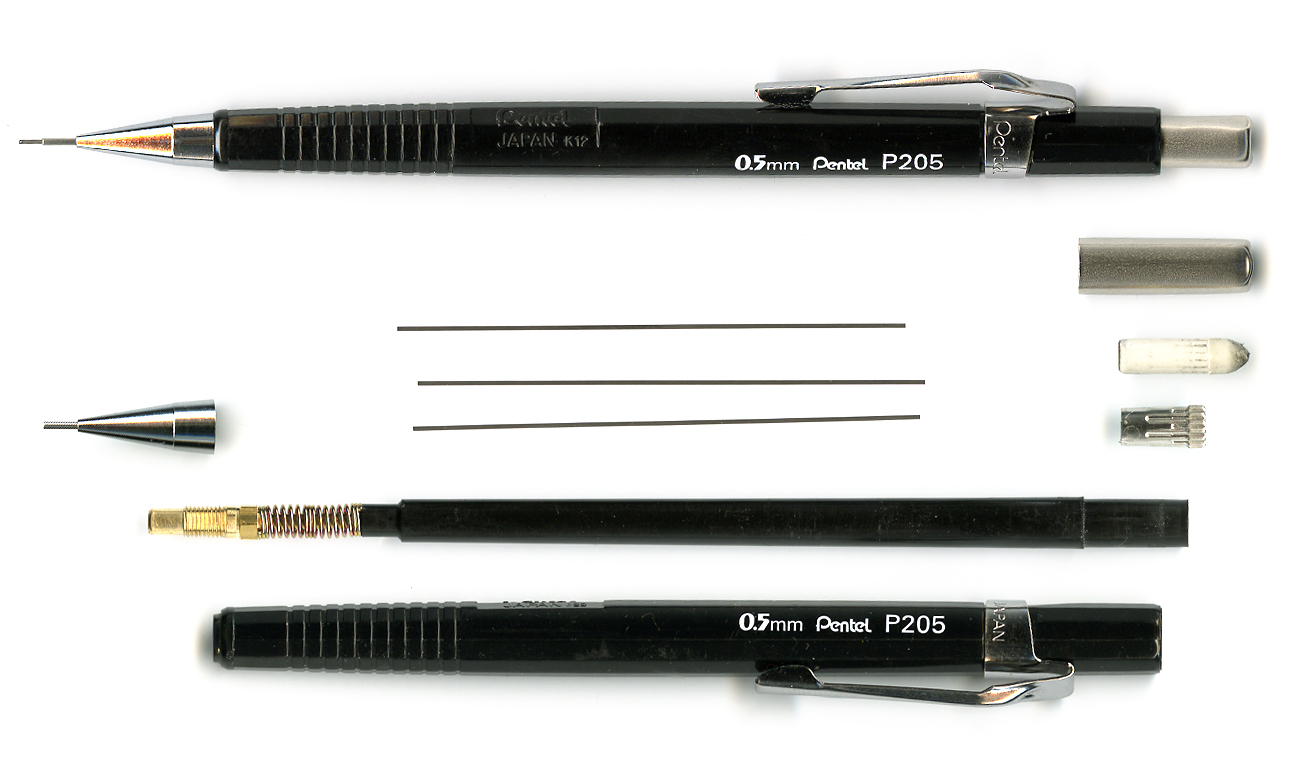
Um modelo de lapiseira desmontada

Lapiseira (também conhecida em algumas regiões do Brasil como porta-minas ou póli), lápis grafite (ou lápis-grafite), lápis de minas ou simplesmente grafite é um utensílio para escrever que consiste em um cilindro de metal ou matéria plástica, que possui um mecanismo interno que empurra (propele) grafite pela sua extremidade inferior. Muitos modelos possuem uma borracha de apagar em sua extremidade superior.

## História
O primeiro vestígio de lapiseira no mundo foi encontrado em um navio da Marinha Real Inglesa do século XVIII. A lapiseira (porta-minas ou lápis de minas) foi patenteada pela primeira vez na Grã-Bretanha em 1822 por Sampson Mordan e John Isaac Hawkins. Entre 1820 e 1873, mais de 160 patentes foram registradas relacionadas a uma variedade de avanços e melhorias do porta-minas. O primeiro porta-minas com mola para alimentar o grafite foi patenteada em 1877 e o primeiro mecanismo de alimentação por rotação foi desenvolvido em 1895. A mina de grafite de 0,9mm (que não precisava mais ser apontada) foi introduzida em 1938, e mais tarde foi seguido pelas versões de 0,7mm, 0,5mm e 0,3mm.
A lapiseira moderna mais popularizada foi a Eversharp (originalmente "Ever Sharp"), inventada por Charles R. Keeran, que solicitou a patente principal em 1913. Ela foi descrita como "a primeira lapiseira produzida em massa a combinar um mecanismo de propulsão simples com grande capacidade de grafite e um design robusto e ergonomicamente sólido... que redefiniu a lapiseira como um produto de mercado de massa, na medida em que" eversharp "passou a ser amplamente utilizado como um termo genérico para lapiseira." Mais de 12 milhões de lápis Eversharp foram vendidos no início da década de 1920, e seu design foi amplamente copiado.
O porta-minas tornou-se bem sucedido no Japão com algumas melhorias implementadas por Tokuji Hayakawa, um trabalhador metalúrgico que havia recentemente concluído a sua aprendizagem. Ele foi introduzido como “Lápis sempre apontado”. Isto demorou um pouco, já que as pessoas tinham que se acostumar primeiramente com o eixo metálico, o qual era essencial para a sua durabilidade. Foram vendidas quantidades enormes depois de uma grande companhia de Yokohama ter feito um grande pedido. Mais tarde a companhia de Tokuji Hayakawa mudou de nome para o nome do seu porta-minas: Sharp.

## Diâmetro
Mecanismos de lapiseiras usam apenas um diâmetro de grafite. Algumas lapiseiras como a “Pentel Function 357”, tem compartimentos para diversos tipos de grafites no mesmo mecanismo, oferecendo maior disponibilidade de uso.
Diferentes diâmetros de grafite estão disponíveis para variadas preferências de grafite, como mostrado na tabela abaixo, sendo os mais comuns: 0.5 mm e 0.7 mm. Tamanhos menos comuns variam entre 0.2 mm até 5.6 mm.
| Diâmetro (mm) | Diâmetro (pol) | Uses                                                                                      |
| ------------- | -------------- | ----------------------------------------------------------------------------------------- |
| 0.20          | (0.008)        | trabalho técnico                                                                          |
| 0.30          | 0.012          | trabalho técnico (conhecida como 0.35 mm em manufaturas alemães)                          |
| 0.40          | (0.016)        | trabalho técnico (fabricada apenas no Japão & Coreia do Sul)                              |
| 0.50          | 0.02           | escrita geral, trabalho técnico, trabalho técnico para iniciantes                         |
| 0.60          | (0.024)        | escrita geral fabricada apenas no Japão, descontinuada)                                   |
| 0.70          | 0.028          | escrita geral                                                                             |
| 0.80          | (0.031)        | escrita geral                                                                             |
| 0.90          | 0.036          | estudantes/escrita geral (as vezes dita como 1.0 mm em certas manofaturas alemãs)         |
| 1.00          | 0.040          | pouco uso, usada na lapiseira "Parker repeater" inseríveis para lapiseiras esferográficas |
| 1.18          | 3/64 or 0.046  | antigo, usado em lapiseiras como a "Yard-O-Led"                                           |
| 1.30          | (0.051)        | Staedtler and Pentel (colour leads only for Pentel)                                       |
| 1.40          | (0.055)        | Faber-Castell e-Motion e Lamy ABC além da Stabilo children's pencils                      |
| 2.00          | 0.075 or 0.078 | lapiseiras para "drafting" planta de construção                                           |
| 3.15          | 1/8 (0.138)    | lapiseira técnica                                                                         |
| 5.60          | 7/32 (0.220)   | lapiseira técnica                                                                         |

Os valores em parênteses em polegadas foram calculados com arredondamento de 3 décimos.
O diâmetro não é inteiramente exato, sendo possivelmente maior em valores baixos. O modelo japonês JIS em parâmetros para lapiseiras declara que seu diâmetro para lapiseiras 0.5 mm deve variar entre 0.55 mm até 0.58 mm.

## Fábricas
- Bic
- Faber-Castell
- Compactor
- Papermate
- Pentel
- Rotring
- Staedtler
- TOZ-Penkala
- Pilot
- Pentel
- CIS